# Скейлз, Джон
Джон Роберт Скейлз (англ. John Robert Scales; род. 4 июля 1966, Харрогит, Норт-Йоркшир) — английский футболист, защитник.

## Карьера

### Клубная карьера
Во взрослом футболе дебютировал в 1984 году в клубе «Лидс Юнайтед», в составе которого не провёл ни одного матча и в следующем году перешёл в «Бристоль Роверс».
В 1987 году Скейлз перешёл в клуб «Уимблдон», с которым уже в следующем году выиграл Кубок Англии в финале 1988 года против «Ливерпуля». В этом матче Скейлз вышел на замену, сыграв на позиции нападающего. Вскоре он стал постоянным игроком команды и за следующие семь лет провел за клуб 240 матчей, забив 11 голов.
В сентябре 1994 года Скейлз перешёл в «Ливерпуль». В том же сезоне команда выиграла Кубок Футбольной лиги. В следующем году клуб вышел в финал Кубка Англии, а затем занял третье место в Премьер-лиге.
В 1996 году Скейлз перешёл в «Тоттенхэм Хотспур», где провёл четыре сезона, редко выходя на поле из-за травм. Он забил один гол за время своего пребывания в команде в ворота своего бывшего клуба «Ливерпуль» в Кубке Футбольной лиги 1998/99. Скейлз пропустил финал турнира из-за полученной травмы.
В июле 2000 года Скейлз подписал контракт с клубом «Ипсвич Таун», но провёл в его составе всего два матча, получив очередную травму. Завершил карьеру футболиста в 2001 году.

### Карьера в сборной
В 1995 году дебютировал за национальную сборную Англии. Он дважды играл в стартовом составе команды в матчах против Японии и Бразилии, а также выходил на замену в матче против Швеции.
Всего в составе сборной принял участие в трёх матчах, не забив ни одного гола.

## Личная жизнь
Скейлз принимал участие в съёмках сериала Sky Sports «Где они сейчас?». В настоящее время он является председателем правления компании «Be Sport», которая занимается организацией школьных футбольных турниров. Он также несколько раз выступал в роли комментатора матчей на BBC Radio 5 Live.

## Достижения
«Уимблдон»
- Обладатель Кубка Англии: 1987/88

«Ливерпуль»
- Обладатель Кубка Английской футбольной лиги: 1994/95[5]